# Bogdan Pătrașcu
Bogdan Aurelian Pătrașcu (Târgoviște, 7 mei 1979) is een Roemeens voetballer.
Vanaf januari 2011 speelt hij in de selectie van Dinamo Boekarest. Daarvoor speelde hij in onder andere bij Piacenza Calcio.

## Wedstrijden
| Seizoen   | Club                 | Land      | Competitie                    | Wedstrijden | Doelpunten |
| --------- | -------------------- | --------- | ----------------------------- | ----------- | ---------- |
| 1996-2001 | Sportul Studențesc   | Roemenië  | Liga 1                        | 93          | 6          |
| 2001-2002 | Liteks Lovetsj       | Bulgarije | Professional A Football Group | 20          | 2          |
| 2002-2009 | Piacenza Calcio      | Italië    | Serie A (tot 2003)/Serie B    | 190         | 2          |
| 2008      | Chievo Verona (huur) | Italië    | Serie A                       | 2           | 0          |
| 2009-2010 | Padova Calcio        | Italië    | Serie B                       | 23          | 1          |
| 2010-2011 | Sportul Studențesc   | Roemenië  | Liga 1                        | 13          | 2          |
| 2011-...  | Dinamo Boekarest     | Roemenië  | Liga 1                        | 7           | 0          |
| Totaal    |                      |           |                               | 348         | 13         |